# Хафф, Данн
Данн Хафф (англ. Dann Huff, род. 15 ноября 1960 года в Соединенных Штатах Америки) — американский музыкант, автор-исполнитель, сессионный музыкант и продюсер. За свою работу в качестве продюсера в жанре кантри-музыки, он получил несколько наград, включая премию «Музыкант года» в 2001 и 2004 годах на церемонии Country Music Association Awards и премию «Продюсер года» в 2006 и 2009 годах на церемонии Academy of Country Music. Он является отцом известной танцовщицы и автора-исполнителя Ashlyne Huff.

## Биография
Данн родился и вырос в музыкальной семье. Его отец, Рон Хафф (Ronn Huff), был дирижёром, аранжировщиком и поэтом-песенником. Данн начал играть в возрасте 9 лет, его первым инструментом была гитара. С раннего возраста он аккомпанировал своему отцу на сессиях. Данн взял несколько уроков игры на гитаре, даже классических, но играл по большей части на слух. В 13 лет сессионный гитарист по имени Джон Дарнол (John Darnall) показал и обучил его своей игре, которая дала направление в его последующей жизни.
В Академии Брэнтвуд (Brentwood Academy) Данн встретил гитариста Гордона Кеннеди (Gordon Kennedy), с которым и начал играть вместе. Они играли в небольшой музыкальной группе, которая выступала на вечерах и т. п. В 16 лет он начал играть на концертах с разными музыкантами в Нашвилле. Затем он переехал в Лос-Анджелес, где играл и записывался с огромным количеством музыкантов.

## Карьера
Данн начал свою карьеру когда ему было 20 лет, вместе со своим братом Дэвидом (David Huff) он сформировал христианскую рок-группу «White Heart». В состав группы входили: Дэвид Хафф — барабанщик, Марк Джершмел (Mark Gershmehl) — клавишные, Билли Смайли (Billy Smiley) — клавишные/гитара, Гэри Ланн (Gary Lunn) — бас-гитара и Стив Грин (Steve Green) — вокал. «White Heart» была одной из групп-пионеров, когда в 80-х годах христианский рок достиг пика популярности.
После записи двух альбомов Данн оставил «White Heart» чтобы продолжить сессионную работу, в то время как Дэвид продолжил запись ещё одного альбома. Один из самых известных сессионных продуктов Данна — незабываемая гитара в композиции Кенни Логгинса (Kenny Loggins) «Danger Zone» к фильму «Top Gun».
Позже Данн и Дэвид снова объединяются чтобы сформировать хард-рок группу «Giant». Несмотря на высокие места в хит-парадах с синглом «I’ll See You In My Dreams», группа никогда не имела коммерческий успех. Когда в 1992 году они выпустили «Time to Burn» (2-й альбом), а затем и «III» (3-й альбом), их стиль 80-х был быстро поглощён появлением на сцене гранж музыки.
В начале 90-х Данн возвратился к своей сессионной работе в качестве гитариста и продюсера в стиле рок и кантри-музыки со многими музыкальными исполнителями. Данн продюсировал и играл с такими успешными музыкантами и группами, как Faith Hill, «Bon Jovi», Wynonna, LeAnn Rimes, Rebecca St. James, Carrie Underwood, Keith Urban, «Rascal Flatts», Peter Cetera, Reba McEntire, Suzy Bogguss, Kathy Mattea, Roger Hodgson, Martina McBride, Trisha Yearwood, Steven Curtis Chapman, «Lonestar», Jewel Kilcher, George Benson, с Whitney Houston в дебютном альбоме «Whitney Houston», Barbra Streisand, Kenny Rogers и другими.
Некоторые песни в которых он играл: 
- «Man in the Mirror» и «I Just Can't Stop Loving You» — Michael Jackson
- «My Heart Will Go On» — Celine Dion
- «I Could Fall In Love» — Selena
- «Here I Go Again» (US radio version 1987)[13] — «Whitesnake»
- «Rhythm of the Night» — «DeBarge»
- «The Glory of Love» — Peter Cetera
- «Next Time I Fall» — Peter Cetera с Amy Grant
- «One Sweet Day» и «All I Want For Christmas Is You» — Mariah Carey
- «Straight Up» и «Cold Hearted» — Paula Abdul
- «I Found Someone» — Michael Bolton
- «On My Own» — Michael McDonald и Patti LaBelle
- «Go West Young Man» — Michael W. Smith[14]

Данн также продюсировал альбомы группы «Megadeth» «Cryptic Writings» и «Risk» совместно с вокалистом и автором песен Дэйв Мастейном (Dave Mustaine).

## Гитары и оборудование
Как сессионный гитарист Данн Хафф сделал записи со следующими музыкантами и коллективами (названы лишь некоторые):
Natalie Cole, Glady Knight, Clint Black, «Neville Brothers», Dusty Springfield, Shania Twain, Rick Springfield, Olivia Newton-John, Toby Keith, Billy Joel, Joe Cocker, Smokey Robinson, Bryan Ferry, Tim McGraw, Peter Wolf, «Chicago», Madonna, Wyonna, Glen Campbell, Rod Stewart, Tammy Wynette, Merle Haggard, Bob Seger, Barry Manilow, Boz Scaggs, Chaka Khan.